# Francisco Zumaqué
Francisco Zumaqué (Cereté, Córdoba, 18 de julio de 1945) es un músico, compositor, arreglista, director y productor musical colombiano de ritmos caribes. Su composición más conocida, Colombia Caribe se ha convertido en la canción insignia de la selección nacional de fútbol.
La obra de Zumaqué incluye música sinfónica, de cámara, vocal y obras electroacústicas.

## Biografía
Oriundo de Cereté, tuvo una fuerte influencia de la música popular de la región. Creció escuchando bandas de porro y gaiteros de Cereté y San Pelayo, conjuntos de vallenato y artistas como Alejo Durán y su padre Francisco Zumaqué, quien era director de la Banda Departamental de Córdoba, y de la orquesta popular 'Los Macumberos del Sinú'. Entre 1958 y 1964 realizó estudios de música en la Universidad de Antioquia de Medellín y en Cartagena, recibiendo clases de armonía con los maestros Mario Gómez-Vignes y Adolfo Mejía.
En 1964 ingresa al Conservatorio de la Universidad Nacional de Colombia donde estudió Dirección de orquesta y orquestación con Olav Roots, dirección e instrumentación de banda con José Rozo Contreras y contrapunto fuga y composición con Fabio González Zuleta.
Gracias a su desempeño académico recibió una beca para continuar sus estudios en el Conservatorio Americano de París. Allí fue alumno de Nadia Boulanger (escritura musical), Annette Dieudonne (entrenamiento auditivo) y Michael Philipot (composición). Inicialmente su repertorio estaba compuesto por música de academia, muy elaborada, que no impresionó a su maestra Boulanger. Sólo hasta que interpretó una canción que había compuesto para la telenovela colombiana Candó, que incluía cantos de la región del Chocó, no solo obtuvo su atención sino que lo convenció de incursionar en esos ritmos para definir su propio estilo.
Igualmente, participó en cursos de música electroacústica con Pierre Schaeffer y Guy Reibel, así como dirección de orquesta con Igor Markevitch. En 1971 obtiene el Gran premio de composición Lili Boulanger por su obra Cumbiamba, obteniéndolo dos veces más de manera consecutiva en 1972 y 1973.
Paralelo a su formación musical trabajó como productor para Discos CBS (hoy Sony Music), hizo música para programas televisivos e inició la carrera de ingeniería civil en la Universidad de Cartagena. Después de finalizar sus estudios en París, Zumaqué trabajó como profesor de composición de la Universidad Nacional de Colombia y como investigador del Instituto de Bellas Artes de México. También trabajó como compositor y arreglista de la Fania All Stars, Cheo Feliciano y Eddie Palmieri entre 1979 y 1981.
En 1985 compone la canción Colombia Caribe, realizada como himno para el Festival de Música del Caribe y que se convirtió en su obra más difundida, especialmente porque se comenzó a usar para ambientar los partidos de fútbol de la selección nacional, coincidiendo con una época de éxitos deportivos y una generación de futbolistas destacados. El éxito de esta composición lo ha catalogado como el segundo himno nacional.
En los últimos años ha trabajado en el proyecto 'Taller de las Utopías', un programa de exploración y promoción de las músicas tradicionales colombianas. La mayoría de sus obras más recientes están relacionadas directamente con este proyecto, entre ellas, la cantata sacra Ciénaga de Oro, basada en elementos musicales religiosos tradicionales del departamento de Córdoba; la obra Zapqua Bacatá escrita para la celebración de los 459 años de la Bogotá; Manglares (para soprano y tenor lírico, dos cantaoras de río y ensamble de marimbas) y Rito de Manglares (para ballet sinfónico con orquesta, coro y solistas cantantes), ambas estrenadas en Cali en el Festival Internacional de Arte en 1997.

## Premios y distinciones
- Premio de composición Príncipe Rainiero de Mónaco, Grand Prix, concurso latinoamericano de composición de Río de Janeiro[2]
- Premio Goethe de composición de Múnich[2]
- Certificado al Mérito y Saludo del Congreso de los Estados Unidos[2]
- Dos veces ganador del Gran premio de composición Lili Boulanger[8]
- Mención de Honor en el Festival de Música del Caribe[8]
- Reconocido como uno de los 100 grandes personajes del siglo XX en Colombia[9]

- 1977. Misa Sacerdotalis, LP, Caja Vocacional
- 1978. Francisco Zumaqué, LP, Francisco Zumaqué. Daro
- 1981. El canto Libre, LP, Los Machucambos. Discomoda
  - Páginas de muier, Eddie Palmieri, CD, Música Latina lntl.
- 1982. La Búsqueda, Dir.: Francisco Zumaqué, RCA Records
- 1983. Homenaje a José Barros, LP, Orquesta Filarmónica de Bogotá. Discos Orbe
- 1984. Mi canción de Juventud, Francisco Zumaqué, LP, Coldeportes
- 1985. Colombia Caribe, LP, FESTIVAL MUSICA DEL CARIBE, Cartagena
  - Homenaje a Lucho Bermúdez, LP, Orquesta Filarmónica de Bogotá. Discos Orbe
- 1984. Macumbia, LP, Grupo Macumbia, Dinr: Francisco Zumaqué. Fonosema Discos
  - 1984 Macumbia. Grupo Macumbia, Dir. Francisco Zumaqué. LP, Fonosema Discos.
- 1986. Zumaqué Caribe, LP, Francisco Zumaqué. Discos Fuentes
- 1989. Francisco Zumaqué, LP, Grupos de la orquesta Filarmónica de Bogotá. Daro
- 1988. Dúo Contemporáneo de Holanda, Henrry Bok y Ever Lemair, Fondo Cultural Cafetero
- 1989. Música de cámara para vientos y percusión, LP, Philips
  - 1989 Francisco Zumaqué. Grupos de la orquesta Filarmónica de Bogotá. LP, Daro.
- 1990. Dale Colombia Dale, LP, E. Zumaqué. FM Discos
- 1991. Baila Caribe Baila, CD, Francisco Zumaqué. Tropical music[10]
  - Afromanía Caribe, CD
- 1992. Zumaqué Caribe, CD, Francisco Zumaqué. Discos Fuentes
- 1993. Génesis, Clásicos Colombianos S XX, vol. III, CD, Orquesta Sinfónica de Colombia, Colcultura
  - Voces Caribes, CD, Francisco Zumaqué y Super Macumbia. Tropical music
- 1994. Rituales, CD, Francisco Zumaqué. Tropical music[10]
- 1995. Son de mi Gente, CD, Francisco Zumaqué, Orquídea Records International
- 1996. Sinú, Dúo contemporáneo de Holanda, vol. 2, CD, Convenio Andrés Bello
- 1998. Onomá, Eleguá Conciertos Colombianos vol. 1, CD, Ministerio de Cultura
  - Cumbialma, CD, Francisco Zumaqué. Solidarte[10]
  - Cumbialma, CD, Francisco Zumaqué. Tropical music[10]
  - Juana Inés, Coro Infantil y Juvenil de Colombia, CD Ministerio de Cultura
  - Fantasía Caribe, CD, Francisco Zumaqué y la Banda Sinfónica Nacional de Colombia. Ministerio de Cultura
- 2000. Fascinación Caribe, CD, Orquesta Fascinación Caribe. Zumaqué Music
- 2001. Fascinación Caribe, CD, Orquesta Fascinación Caribe. Fonocaribe
  - Ciénaga de Oro, CD, Francisco Zumaqué. Zumaqué Music